# KPTU
주식회사 KPTU는 알루텍을 모회사로 둔 대한민국의 금속 열처리 및 표면처리 기업이다.